# Europarådets stadgar
Europarådets stadgar, eller Londonfördraget, ledde till att Europarådet bildades, och fördraget undertecknades i London i England i Storbritannien den 5 maj 1949 av Belgien, Danmark, Frankrike, Irland, Italien, Luxemburg, Nederländerna, Norge, Storbritannien och Sverige. En stat som vill bli medlem i Europarådet måste godkänna stadgarna.
2013 hade fördraget godkänts av 47 stater, de enda i Europa som inte skrivit på var Kazakstan, Kosovo, Vatikanstaten och Vitryssland.
Fördraget registrerades hos FN med nummer I:1168, vol.87, sidan 103. Registreringsdatum var 11 april 1951.

### Fotnoter
1. ↑  ”1949”. Europeiska unionen. Arkiverad från originalet den 22 februari 2014. https://web.archive.org/web/20140222013451/http://europa.eu/about-eu/eu-history/1945-1959/1949/index_sv.htm. Läst 19 maj 2014.
2. ↑  UN Cumulative Treaty Index
3. ↑  Statute of the Council of Europe as registered with the UN